# Ephesia diversa
Ephesia diversa är en fjärilsart som beskrevs av Charles Andreas Geyer 1827. Ephesia diversa ingår i släktet Ephesia och familjen nattflyn. Inga underarter finns listade i Catalogue of Life.